# Crytea tricolor
Crytea tricolor är en stekelart som först beskrevs av Joseph Kriechbaumer 1894.  Crytea tricolor ingår i släktet Crytea och familjen brokparasitsteklar. Inga underarter finns listade i Catalogue of Life.